# Drina
Drina er en 346 km lang flod i Montenegro, Serbien og Bosnien-Hercegovina.
Den starter i De dinariske alper i Montenegro ved floderne Tara og Piva. Den løber derefter ind i Bosnien-Hercegovina, og bliver grænseflod mellem Bosnien og Serbien. Nordøst for Bijeljina i Bosnien løber den sammen med Sava.
Forfatteren Ivo Andrich (1892–1975) fik i 1961 Nobels Litteraturpris for sit hovedværk Broen over Drina. Bogen strækker sig fra 1561 til 1914 og viser hvordan historiens gang influerer folk og levevis i Višegrad, en lille by øst for Sarajevo.